# Шотландский вариант английского языка
Шотландский английский (англ. Scottish English) включает в себя варианты английского языка, на которых говорят в Шотландии. Некоторые исследователи считают эти варианты диалектами скотс, но все сходятся в том, что шотландский английский ни в коей мере не является вариантом гэльского. Основной вариант шотландского английского называется «шотландский стандартный английский» (англ. Scottish Standard English) или «стандартный шотландский английский» (англ. Standard Scottish English). Эти названия часто обозначаются аббревиатурой SSE.
К SSE относятся «характерная речь представителей профессионального класса [в Шотландии] и общепринятая норма в школах» (англ. the characteristic speech of the professional class [in Scotland] and the accepted norm in schools). SSE является диалектным континуумом.
На шотландский английский в результате постоянного взаимодействия оказывает влияние скотс. Впрочем, некоторые носители скотс утверждают, что разница между шотландским английским и скотс заключается только в функциональных стилях. У многих шотландцев, владеющих этими языками, легко происходит переключение кодов.
Шотландский английский обычно, в отличие от скотс, является языком официально-делового общения.

## История

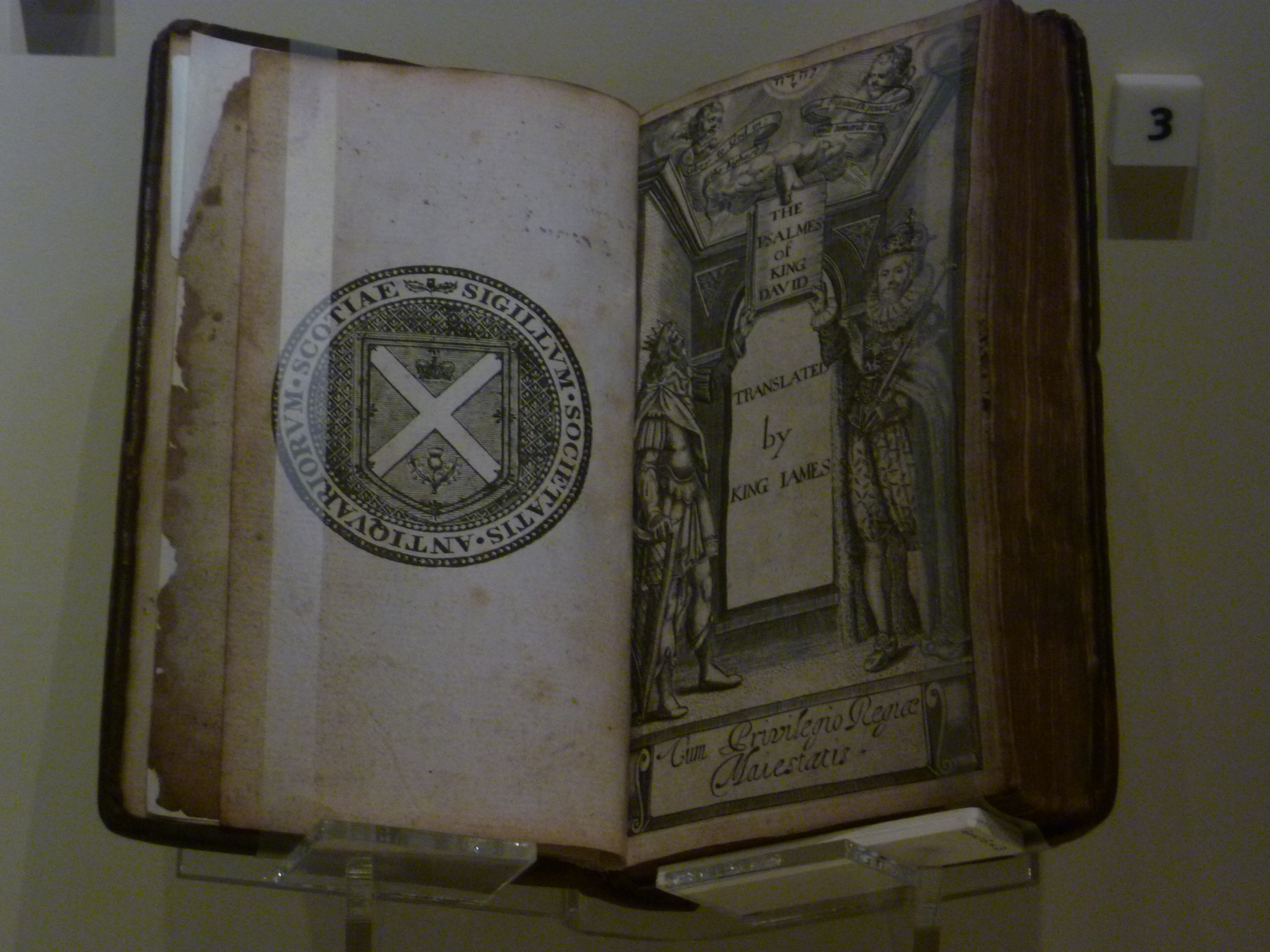
Псалтырь. Книга, напечатанная во времена Якова, короля Англии и Шотландии.

Шотландский английский начал формироваться примерно после XVII века на почве взаимодействия скотс и британского английского. Необходимость часто переходить на английский вызвала различные фонологические и лексические изменения в речи шотландцев. Появились случаи гиперкоррекции и изменений в написании слов.
Начало активного влияния британского английского на скотс считается следствием Реформации, а также распространения книгопечатания. В Лондоне книгопечатание появилось в 1476 году, а через 30 лет пришло и в Шотландию. Изданные английскими протестантами книги, такие как копии Женевской Библии, широко продавались в Шотландии.